# Ramanujansche Phi-Funktion

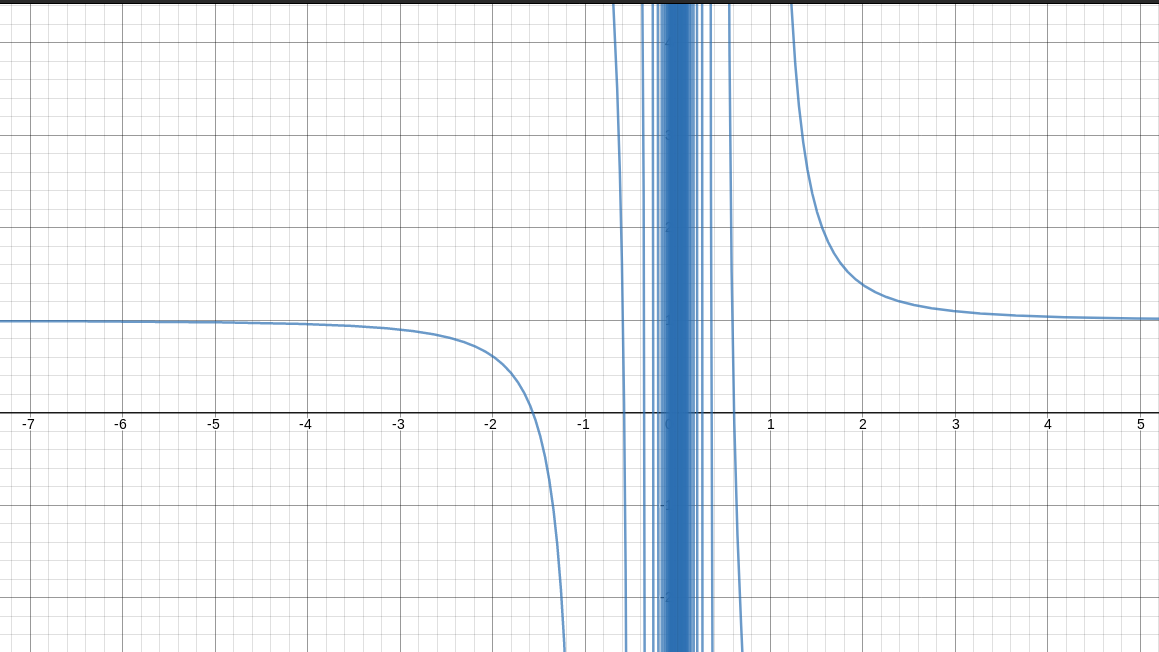
Phi-Funktion mit

Die Ramanujan-Phifunktion {\displaystyle f\colon \mathbb {R} \times \mathbb {N} \to \mathbb {R} } ist nach Srinivasa Ramanujan durch
{\displaystyle \varphi (a,n)=1+2\sum _{k=1}^{n}{1 \over (ak)^{3}-ak}}
mit {\displaystyle a\in \mathbb {R} }, {\displaystyle a,k\neq 0}, {\displaystyle ak\neq \pm 1} und {\displaystyle n\geq 1} definiert.
Für die Reihe ergibt sich explizit:
{\displaystyle \varphi (a,n)=1+2{1 \over a^{3}-a}+2{1 \over 8a^{3}-2a}+2{1 \over 27a^{3}-3a}+\ldots +2{1 \over (an)^{3}-a\cdot n}}

## Darstellung durch die  harmonische Funktion
Sei die harmonische Funktion mithilfe der Funktion {\displaystyle H_{n}=\sum _{k=1}^{n}{1 \over k}=\gamma +\psi _{0}(n+1),n\geq 1} definiert. Infolge kann die Ramanujan-Phifunktion dargestellt werden durch:
{\displaystyle \varphi (a,n)=1-{1 \over a}(H_{-1/a}+H_{1/a}+2H_{n}-H_{n-1/a}-H_{n+1/a})}

## Grenzwert
Sei {\displaystyle \varphi (a)} der Grenzwert der Ramanujan-Phifunktion für {\displaystyle n\to \infty }. Vereinfacht gilt:
{\displaystyle \varphi (a)=\lim _{n\to \infty }\varphi (a,n)=1+2\sum _{k=1}^{\infty }{1 \over (ak)^{3}-ak}=-{1 \over a}\left(\psi _{0}\left({1 \over a}\right)+\psi _{0}\left(1-{1 \over a}\right)+2\gamma \right)=1-{1 \over a}(H_{1/a}+H_{1/a})}.
Dabei ist {\displaystyle \psi _{0}} die Digamma-Funktion und {\displaystyle \gamma } die Euler-Mascheroni-Konstante.

## Werte für die Ramanujan-Phifunktion
Funktionswerte der Ramanujan-Phifunktion für {\displaystyle 1<A\leq 6}:
| a | {\displaystyle \varphi (a)}                                        |
| - | ------------------------------------------------------------------ |
| 2 | {\displaystyle 2\ln(2)}                                            |
| 3 | {\displaystyle \ln(3)}                                             |
| 4 | {\displaystyle {3 \over 2}\ln(2)}                                  |
| 5 | {\displaystyle {1 \over 5}{\sqrt {5}}\ln(\phi )+{1 \over 2}\ln(5)} |
| 6 | {\displaystyle {1 \over 2}\ln(3)+{2 \over 3}\ln(2)}                |

Dabei ist {\displaystyle \phi ={1+{\sqrt {5}} \over 2}} der Goldene Schnitt.